# FC Strausberg
Der FC Strausberg ist ein deutscher Fußballclub aus Strausberg im Landkreis Märkisch-Oderland, östlich von Berlin. Der Club ist ein Nachfolgeverein der ASG Vorwärts Strausberg.

## Vorwärts Strausberg

Historisches Logo der ASG Vorwärts Strausberg

Vorwärts Strausberg wurde Anfang der 1950er-Jahre mit der in Strausberg vollzogenen Bildung des Hauptstabes der Kasernierten Volkspolizei (ab 1956 Ministerium für Nationale Verteidigung sowie des Kommandos der Luftstreitkräfte der NVA) gegründet. Der ASG gelang erstmals 1960 der Aufstieg in die Bezirksliga Frankfurt (Oder), aus der Strausberg bedingt durch die Auflösung der II. DDR-Liga nach nur einer Spielzeit wieder abstieg.
1974 meldeten sich die Randberliner wieder in der Bezirksliga zurück, die Klasse konnte diesmal vor Dynamo Frankfurt gehalten werden. In der Folgezeit fuhr Strausberg zwischen 1977 und 1980 insgesamt drei Vizemeisterschaften ein, der Aufstieg in die DDR-Liga wurde jedoch verpasst. In der Spielzeit 1979/80 qualifizierte sich die ASG über den Frankfurter Bezirkspokal für die erste Hauptrunde des FDGB-Pokals. Nach einem 5:0-Sieg über Motor Stralsund scheiterte Vorwärts Strausberg in der zweiten Hauptrunde an Aktivist Brieske Senftenberg.
Die Bezirksliga hielt Strausberg bis zu deren Auflösung im Jahr 1991. Vorwärts Strausberg war eine der wenigen Armeesportgemeinschaften, die nicht sofort aufgelöst wurden. Sportlich konnte die ASG mit lediglich vier Saisonpunkten nicht mehr mithalten und wurde im Anschluss unter der Bezeichnung KSC Strausberg in die Landesliga Brandenburg integriert.

## FC Strausberg
1995 löste sich die Fußballabteilung aus dem KSC Strausberg heraus und gründete den FC Strausberg. Der FCS stieg 2003 erneut in die Landesliga auf. Seit 2005 spielte der Club in der Brandenburgliga, welche in den folgenden Jahren mit gesicherten Mittelfeldplätzen gehalten wurde. In der Saison 2012/13 wurde der FC Strausberg Meister der Brandenburgliga und stieg in die Oberliga Nordost auf. Seit 2021/22 spielt die 1. Mannschaft in der Nordstaffel der Brandenburger Landesliga, da sich der Verein im Frühjahr 2021 nach dem Rückzug aus der Oberliga nicht für die Rückkehr in die Brandenburgliga entschied.

## Erfolge
- Oberliga Nordost (5. Spielklasse): 2013–2021
- Brandenburgischer Landesmeister: 2013
- Teilnahme FDGB-Pokal 1979/80

## Personen
- Ronald Adam
- Lutz Hendel
- Robert Klauß
- Hans-Dieter Krampe
- Daniel Meyer
- Dirk Schlegel